# Charles Abel Douay
Charles Abel Douay (2 de marzo de 1809 - 4 de agosto de 1870) fue un general del ejército francés, durante el régimen del emperador Napoleón III. Comandó tropas en numerosas campañas francesas en Europa y fuera del continente. Murió en batalla a la edad de sesenta y un años cerca de Wissembourg durante la guerra franco-prusiana.

## Carrera y logros
Charles Abel Douay nació en la ciudad de Draguignan el 2 de marzo de 1809. Sus hazañas militares le crearon la fama de militar respetable; descrito comúnmente como “capaz” e “intrépido”. Sirvió en Argelia, en las guerras de Crimea y en Italia en 1859.
Fue el hermano mayor del general Félix Charles Douay (1816-1879), quien también fue un oficial de carrera distinguido. Al principio de la guerra franco-prusiana, Abel Douay ya se había instalado como presidente de la academia militar en Saint-Cyr.

## Muerte
Reclamado al servicio activo cuando estalló la guerra en 1870, al presidente de la academia se le otorgó el mando de una división a las órdenes del mariscal Patrice de Mac Mahon en el frente y durante el primer día de la primera batalla de la guerra fallece en combate por impacto de artillería. Consecuentemente, la batalla de Wissembourg (el 4 de agosto de 1870) probó ser desastrosa para los franceses. Desmoralizados por la pérdida de su comandante, la división de Douay sobrepasada en número, retrocede. Para fines de agosto la aplastante derrota en la batalla de Sedan acaba con el ejército de Mac Mahon junto con el Segundo Imperio francés.

### Batalla de Wissembourg

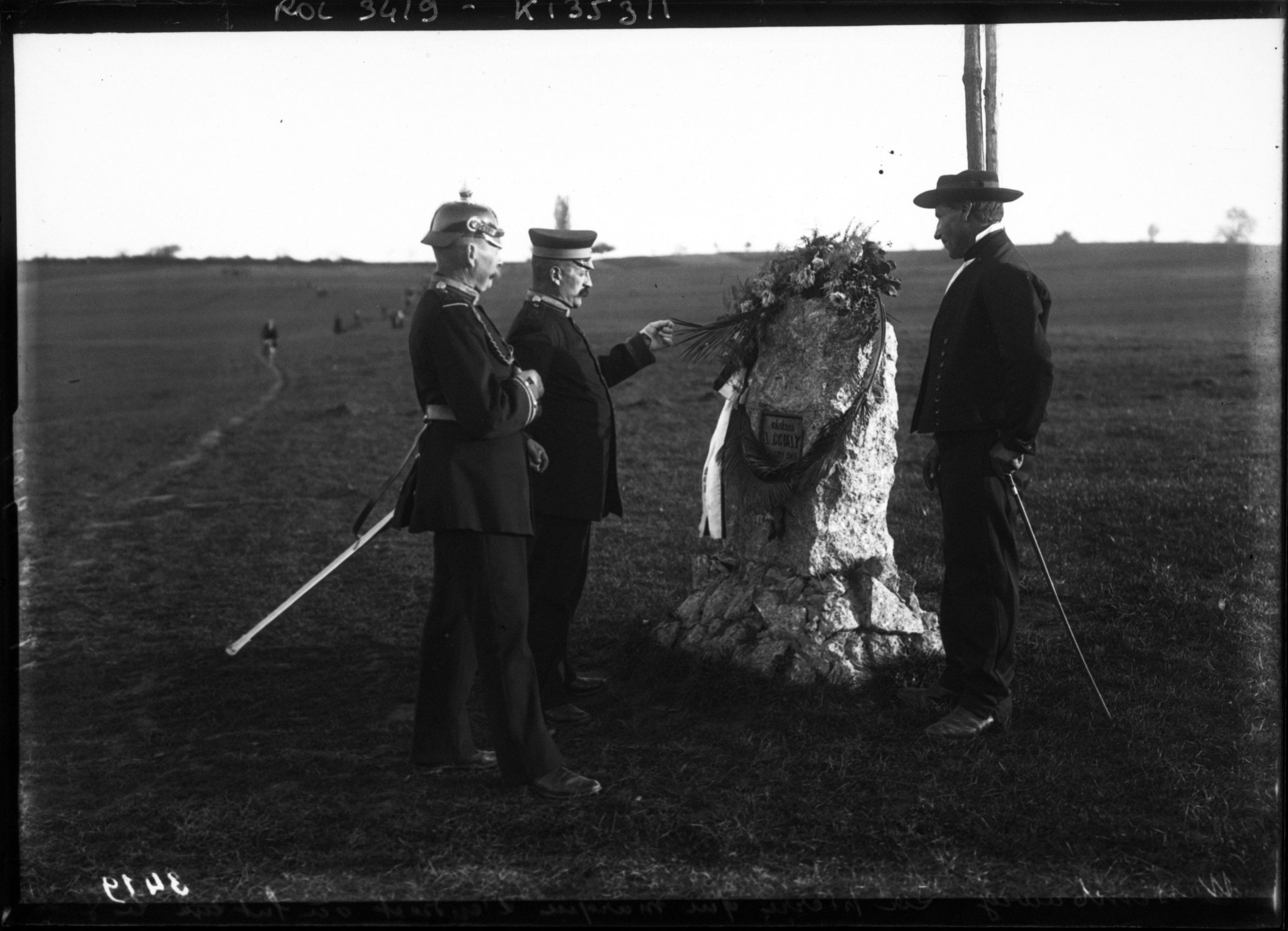
Monumento conmemorativo marcando el lugar de la muerte del General Douay en el campo de batalla de Wissembourg (1909)

El 3 de agosto de 1870, a los 61 años, Abel Douay lidera la división avanzada del Ejército de Mac Mahon, una fuerza aproximada de 8.600 efectivos en dirección al pueblo fronterizo de Wissembourg en Alsacia, la región fronteriza entre las dos naciones combatientes. Información de la inteligencia militar defectuosa, caracteriza las posiciones prusianas en la frontera como débiles y poco preparadas, por lo que los superiores de Abel Douay se sienten seguros de que Douay podría repeler cualquier prueba del enemigo haciendo uso de los recursos y alimentos que la ciudad tanto necesita. A pesar de que los beneficios logísticos de la incautaciones de provisiones fueron profundamente apreciadas en un principio, los inconvenientes tácticos y estratégicos rápidamente se hicieron conocidos: la ciudad, situada en una llanura de tierras bajas con anticuadas fortificaciones del siglo diecisiete, encarada con bosques espesos que cubrían cualquier avance enemigo. A las 08:30 horas de la mañana del siguiente día, baterías de artillería prusianas sin detectar inician el asedio de la posición francesa y, a pesar de que Abel Douay intenta una rápida postura de defensa, el factor sorpresa es devastador. La escala del ataque rápidamente se hace evidente: un estimado de 50.000 a 80.000 efectivos prusianos. Para esa misma mañana Douay organiza una retirada de tropas cuando cae muerto bajo el fuego de artillería. Algunos escritores erróneamente relatan que su muerte se debe a fuego de fusil, pero la mayoría de los historiadores concuerdan que muere a causa de la explosión de una ojiva que cae cerca del almacén de municiones de una metrallera francesa. La retirada se convirtió en derrota y huida desordenada, con más de un millar de soldados franceses muertos y otro millar hecho prisionero.

## Consecuencias

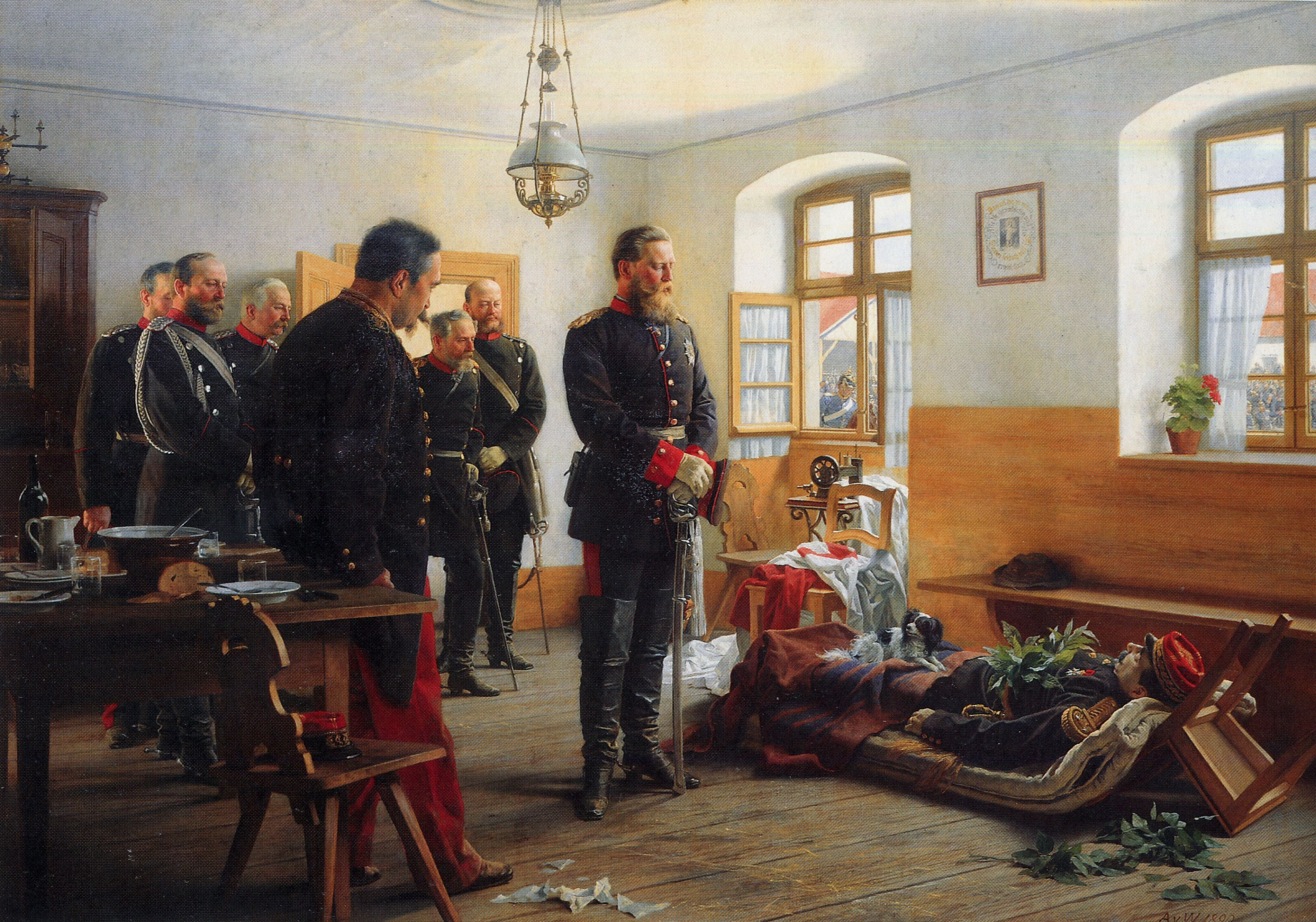
Federico III contemplando el cuerpo del general francés Abel Douay, por Anton von Werner (1888).

La muerte de Abel Douay produjo un efecto desmoralizador en el ejército francés y generó un choque profundo en toda la nación. Pocos, sin embargo, resultaron tan afectados como Napoleón III quien inmediatamente ordenó múltiples dictámines para reconstituir la estructura de comando del ejército y las líneas estratégicas.
El general Félix Douay fue desplegado en el mismo fuerte que su hermano mayor y luchó en Sedan hasta la rendición final. También sirvió como comandante de campo, líder del VII. Cuerpo de Ejército francés.
Veinte años después de la batalla, una historia apócrifa fue publicada en Alemania relatando un final diferente de Abel Douay: un alemán “presenció” que el general había recibido un impacto de bala por parte de uno de sus hombres, pretendidamente por ordenar la retirada francesa. La historia, quizá, deriva de las palabras de Federico III, que, avanzando por el campo de batalla, se encontró con el cadáver de Abel Douay e hizo la observación de que el general había muerto más allá del alcance de un rifle alemán. Este momento fue retratado por el pintor histórico prusiano Anton von Werner.
El general Abel Douay está enterrado en las afueras de Wissenbourg junto con muchos de sus soldados caídos. Un monumento a la batalla fue erigido cercano a su tumba hacia el final de la Primera Guerra Mundial.